# Anomopterella huangi
Anomopterella huangi  (лат.) — ископаемый вид перепончатокрылых насекомых из семейства Anomopterellidae (Evanioidea). Обнаружены в юрских отложениях Центральной Азии (около 160 млн лет; Daohugou Village, Shantou Township, Ningcheng County, Внутренняя Монголия, Китай).

## Описание
Мелкие наездники: длина головы 0,8 мм (ширина — 1,1 мм); длина метасомы — 2,2 мм; длина переднего крыла около 5 мм. Ячейка cu-a постфуркальная. Рудиментарная 1r-rs много короче 1m-cu. От близкого вида Anomopterella ovalis отличается более длинными и узкими ногами, от Anomopterella mirabilis отличается начинающейся отдалённо от птеростигмы жилкой Rs, более коротким яйцекладом, а от вида Anomopterella brachystelis относительно более широким и коротким петиолярным первым метасомальным сегментом (соотношение его длины и ширины = 0,9).
Переднее крыло с жилкой Rs+M достигающей 1m-cu. Усики толстые. Проподеум длинный.
Мезонотум с поперечными килями. Передние крылья с широкой костальной областью. Жилка 2r-rs соединяется с птеростигмой апикально; имеются только одна поперечная жилка r-m (3r-m) и две ячейки mcu. Первый метасомальный сегмент базально суженный. Яйцеклад короткий.
Вид был впервые описан по отпечаткам в 2008 году российским палеоэнтомологом Александром Павловичем Расницыным (ПИН РАН, Москва) и его китайским коллегой Х. Чжангом (Zhang Haichun; State Key Laboratory of Palaeobiology and Stratigraphy, Nanjing Institute of Geology and Palaeontology, Китайская академия наук, Нанкин, Китай). Видовое название дано в честь доктора Хуаня Дияиня (Dr Huang Diying, Nanjing Institute of Geologyand Palaeontology), обнаружившего голотип.